# Внутрішньоплитний землетрус

Розподіл сейсмічності, пов'язаної з сейсмічної зоною Нового Мадрида (з 1974 р.). Ця зона інтенсивної землетрусної активності розташована глибоко всередині Північноамериканської плити.

Термін внутрішньоплитний землетрус відноситься до різноманітних землетрусів, які відбуваються всередині тектонічної плити; це відрізняється від міжплитного землетрусу, який відбувається на межі тектонічної плити. Внутрішньоплитні землетруси часто називають «внутрішньоплитними землетрусами», особливо коли відбуваються на мікроплитах.
Внутрішньоплитні землетруси є відносно рідкісними порівняно з більш звичними межплитними землетрусами. Структури, розташовані далеко від меж плит, як правило, не мають сейсмічної модернізації, тому великі землетруси всередині плити можуть завдати серйозної шкоди. Прикладами руйнівних внутрішньоплитних землетрусів є руйнівний землетрус у Гуджараті 2001 року, землетруси в Індійському океані 2012 року, землетрус у Пуеблі 2017 року, землетруси 1811–1812 років у Нью-Мадриді, штат Міссурі, і землетрус 1886 року в Чарльстоні, штат Південна Кароліна.

## Зони розломів в межах тектонічних плит
Поверхня Землі складається з семи первинних і восьми вторинних тектонічних плит, а також десятків третинних мікроплит. Великі плити рухаються дуже повільно завдяки конвекційним потокам у мантії під корою. Оскільки вони не всі рухаються в одному напрямку, плити часто безпосередньо стикаються або рухаються вздовж одна одної, тектонічне середовище, яке спричиняє часті землетруси. Відносно мало землетрусів відбувається у внутрішньоплитних середовищах; більшість з них виникають на розломах поблизу країв плит.
За визначенням, внутрішньоплитні землетруси відбуваються не біля меж плит, а вздовж розломів у зазвичай стабільній внутрішній частині плит. Ці землетруси часто відбуваються в місцях давніх невдалих розломів, оскільки такі старі структури можуть являти собою слабкі місця в земній корі, де вона може легко сповзти, щоб пристосуватися до регіональних тектонічних деформацій.
Порівняно із землетрусами поблизу меж плит (великі землетруси), внутрішньоплитні землетруси подібної величини випромінюють більше сейсмічної енергії. Таким чином, «сейсмічна енергія» вважається кращим показником потенційних макросейсмічних ефектів землетрусу порівняно з сейсмічним моментом, який використовується для розрахунку Mw»

## Приклади
Приклади внутрішньоплитних землетрусів включають землетруси в Мінералі, штат Вірджинія, у 2011 році (розрахована магнітуда 5,8), Ньюкаслі, Новий Південний Уельс у 1989 році, Нью-Мадрид у 1811 та 1812 роках (розрахована магнітуда 8,6), Бостон (мис Енн) землетрус 1755 р. (розрахована магнітуда від 6,0 до 6,3), землетруси в Нью-Йорку в 1737 і 1884 роках (обидва землетруси оцінені приблизно в 5,5 бала), а також землетрус у Чарльстоні в Південній Кароліні в 1886 році (передбачена магнітуда від 6,5 до 7,3). Землетрус у Чарльстоні був особливо несподіваним, тому що, на відміну від Бостона та Нью-Йорка, у цьому регіоні майже не було навіть незначних землетрусів.
У 2001 році потужний внутрішньоплитний землетрус спустошив регіон Гуджарат, Індія. Землетрус стався далеко від будь-яких меж плит, що означало, що регіон над епіцентром був непідготовлений до землетрусів. Зокрема, величезної шкоди зазнав район Катч, де кількість загиблих перевищила 12 000, а загальна кількість загиблих перевищила 20 000.
У 2017 році 24–29 км на глибині 6,5. Землетрус у Ботсвані, який сколихнув східну Ботсвану, стався о 300 км від найближчої межі активної плити. Подія сталася в малонаселеному районі Ботсвани.
Землетрус 1888 року в Ріо-де-ла-Плата був внутрішньоплитним землетрусом внаслідок реактивованих розломів у жолобі Кільмес, далеко від кордонів Південноамериканської плити. З магнітудою понад 5,0 його відчули «в містах Буенос-Айрес, Ла-Плата та інших малих містах і селах уздовж прибережних регіонів Ріо-де-Плата». Міста Пунта-дель-Есте і Мальдонадо в Уругваї постраждали від цунамі, викликаного землетрусом.

## Причини
Багато міст живуть із сейсмічним ризиком рідкісного сильного внутрішньоплитного землетрусу. Причина цих землетрусів часто невідома. У багатьох випадках причинна помилка глибоко захована, і іноді її навіть неможливо знайти. Деякі дослідження показали, що це може бути викликано рідинами, які рухаються вгору по корі вздовж стародавніх зон розломів. За таких обставин важко розрахувати точну сейсмічну небезпеку для певного міста, особливо якщо в історичні часи стався лише один землетрус. Досягнуто певного прогресу в розумінні механіки розломів, що викликає ці землетруси.
Внутрішньоплитні землетруси можуть бути не пов’язані із стародавніми зонами розломів, а спричинені дегляціацією або ерозією.

## Прогнозування
Науковці продовжують шукати причини цих землетрусів і особливо вказувати на те, як часто вони повторюються. Найкращий успіх прийшов із детальним мікросейсмічним моніторингом із залученням щільних масивів сейсмометрів. Таким чином, дуже невеликі землетруси, пов’язані з причинним розломом, можуть бути локалізовані з великою точністю, і в більшості випадків вони вишиковуються за моделями, що відповідають розломам. Кріосейми іноді можна прийняти за внутрішньоплитні землетруси.